# یواس‌اس اس‌سی-۳۴
یواس‌اس اس‌سی-۳۴ (به انگلیسی: USS SC-34) یک زیردریایی بود که طول آن ۱۱۰ فوت (۳۴ متر) بود. این زیردریایی در سال ۱۹۱۸ ساخته شد.